# Call of the Night
Call of the Night (よふかしのうた?, Yofukashi no uta) è un manga scritto e disegnato da Kotoyama, serializzato sulla rivista Weekly Shōnen Sunday di Shōgakukan dal 28 agosto 2019 al 24 gennaio 2024. Un adattamento anime prodotto da Liden Films è stato trasmesso in Giappone dall'8 luglio al 30 settembre 2022. Una seconda stagione viene trasmessa dal 4 luglio 2025.

## Trama
Ko Yamori è incapace di dormire e di trovare soddisfazione nella sua vita quotidiana, per questo smette di andare a scuola e inizia a vagare senza meta di notte per le strade della città. Una sera incontra Nazuna Nanakusa, una strana ragazza un po' più grande di lui, che si rivela una vampira e che mostra a Ko le gioie di camminare nella notte. A quel punto anche Ko vuole diventare un vampiro, ma per raggiungere il suo obiettivo deve prima innamorarsi di Nazuna.

## Personaggi

### Umani
Kou Yamori (夜守コウ?, Yamori Kō)
Doppiato da: Gen Satō (ed. giapponese), Andrea Oldani (ed. italiana)
È una persona amichevole, apprezzato dalla maggior parte delle persone ed è uno studente modello. Nonostante sembri avere una vita piena di successi, sembra desiderare altre cose. Non gli piace essere al centro dell'attenzione, gli manca la motivazione per continuare la sua performance di "studente perfetto" e ha difficoltà a simpatizzare con gli altri studenti, il che lo porta ad allontanarsi rapidamente dalla vita scolastica e ad abbandonare gli studi. Desidera diventare un vampiro e per questo convince Nazuna Nanakusa ad aiutarlo, ma ancora non comprende appieno il concetto di amore.
Akira Asai (朝井アキラ?, Asai Akira)
Doppiata da: Yumiri Hanamori (ed. giapponese), Federica Simonelli (ed. italiana)
Akira Asai è l'amica d'infanzia di Ko. Akira è una studentessa disciplinata che segue obbedientemente i suoi doveri scolastici. È una persona amichevole e mantiene uno stretto rapporto con i suoi amici soprattutto con Ko.
Mahiru Seki (夕真昼?, Seki Mahiru)
Doppiato da: Kenshō Ono (ed. giapponese), Alessandro Pili (ed. italiana)
Anko Uguisu (鶯アンコ?, Uguisu Anko)
Doppiata da: Miyuki Sawashiro (ed. giapponese), Gea Riva (ed. italiana)

### Vampiri
Nazuna Nanakusa (七草ナズナ?, Nanakusa Nazuna)
Doppiata da: Sora Amamiya (ed. giapponese), Chiara Leoncini (ed. italiana)
È una vampira che ha stretto un patto con Ko per bere il suo sangue. Non è eccessivamente amichevole, ma ha una presenza molto rilassata nella maggior parte delle situazioni ed è disposta a parlare con chiunque e preferisce mantenere buoni rapporti con tutti, comprese le persone che normalmente si considerano sue nemiche a causa del suo vampirismo.
Seri Kikyō (桔梗セリ?, Kikyō Seri)
Doppiata da: Haruka Tomatsu (ed. giapponese), Martina Tamburello (ed. italiana)
Nico Hirata (平田ニコ?, Hirata Niko)
Doppiata da: Eri Kitamura (ed. giapponese), Patrizia Mottola (ed. italiana)
Kabura Honda (本田カブラ?, Honda Kabura)
Doppiata da: Shizuka Itō (ed. giapponese), Beatrice Caggiula (ed. italiana)
Midori Kohakobe (小繁縷ミドリ?, Kohakobe Midori)
Doppiata da: Naomi Ōzora (ed. giapponese), Giulia Maniglio (ed. italiana)
Hatsuka Suzushiro (蘿蔔ハツカ?, Suzushiro Hatsuka)
Doppiata da: Azumi Waki (ed. giapponese), Elisa Giorgio (ed. italiana)

## Media

### Manga
Call of the Night è il secondo manga scritto e disegnato da Kotoyama, preceduto da Dagashi kashi. L'opera è stata pubblicata sul 39º numero del Weekly Shōnen Sunday, uscito il 28 agosto 2019, ed è terminata il 24 gennaio 2024. Dal 18 novembre dello stesso anno al 18 marzo 2024, il manga è stato raccolto in 20 volumi tankōbon. La serie è entrata nell'arco narrativo finale il 17 novembre 2023.
In Italia il manga è stato annunciato il 29 ottobre 2021 durante il Lucca Comics & Games da Edizioni BD che lo ha pubblicato sotto l'etichetta J-Pop dal 18 maggio 2022 al 7 maggio 2025. La traduzione dei testi è stata curata da Tommaso Ghirlanda.

#### Volumi
| 1  | 18 novembre 2019 | ISBN 978-4-09-129492-0 | 18 maggio 2022   | ISBN 978-88-349-1006-1 |
| 1  | Capitoli - 1º notte. Il richiamo della notte (よふかしのうた?, Yofukashi no uta) - 2º notte. Una grossa zanzara (大きめの蚊?, Ōkime no ka) - 3º notte. Night flight (ナイトフライト?, Naito Furaito) - 4º notte. Ma tu ce l'hai LINE? (てかラインやってる？?, Te ka Rain yatteru?) - 5º notte. Buonasera, tristezza (悲しみよ、こんばんは?, Kanashimi yo, konbanwa) - 6º notte. Akira (アキラ?) - 7º notte. Come ti chiami? (お名前なんてーの？?, Onamae nantēno?) - 8º notte. Ma quanto te n'è uscito! (いっぽい出たね?, Ippai detane) |                        |                  |                        |
| 2  | 18 febbraio 2020 | ISBN 978-4-09-129556-9 | 15 giugno 2022   | ISBN 978-88-349-1036-8 |
| 2  | Capitoli - 9º notte. Che intenzioni hai, Nazuna Nanakusa? (なんのつもりだ七草ナズナ?, Nan no tsumori da Nanakusa Nazuna) - 10º notte. Non si sta stretti? (せまくない？?, Semakunai?) - 11º notte. Domanda e offerta (需要と供給?, Jujō to kyōkyū) - 12º notte. Da prendere a schiaffi (そりゃ困ったやつですね?, Sorya komatta yatsu desu ne) - 13º notte. Il posto dove ci si può prendere una pausa (休憩できるお店?, Kyōkei dekiru omise) - 14º notte. Il genio del divertimento (天才陽キャかな？?, Tensai yō kya kana?) - 15º notte. Qui c'è uno tsubo chiamato "rokyu" (ここが労宮というツボです?, Koko ga rōkyō to iu tsubo desu) - 16º notte. Non sopporto le bevute con i colleghi (会社の飲み会 これが良くない?, Kaisha no nomikai kore ga yokunai) - 17º notte. Ti insegniamo noi a goderti la notte! (あんたにはよふかしをしてもらう?, Anta ni wa yofukashi wo temorau) - 18º notte. È meglio divertirsi (楽しい万がいいよ?, Tanoshī hō ga ī yo)                                             |                        |                  |                        |
| 3  | 16 aprile 2020 | ISBN 978-4-09-850064-2 | 20 luglio 2022   | ISBN 978-88-349-1064-1 |
| 3  | Capitoli - 19º notte. Sarò d'aiuto per gli altri (俺が誰かの助けに?, Ore ga dareka no tasuke ni) - 20º notte. Mettere al mondo dei bambini (眷属作り?, Kozukuri) - 21º notte. Una tipa destinata a rimanere zitella a vita (恋愛学一生赤点みたいなやつ?, Renai gaku isshō akaten mitai na yatsu) - 22º notte. Un brindisi! (かんぱ〜い?, Kanpai) - 23º notte. Sono tutti uguali (どいつもこいつも?, Doitsu mo koitsu mo) - 24º notte. La vampira maestra in amore (恋愛マスター吸血鬼?, Renai Masutā kyūketsuki) - 25º notte. Ci dà proprio dentro (お盛んなこって?, Osakan nakotte) - 26º notte. Hai presente i manga harem? (ハーレムものってあるじゃないですか?, Hāremu monotte aru ja nai desu ka) - 27º notte. Tu chi sei per Seri? (あなたはセリさんのなんなの？?, Anata wa seri-san no nan nano?) - 28º notte. Si dice che l'amore sia cieco (恋は盲目という言葉がある?, Koi wa mōmoku to iu kotoba ga aru) - 29º notte. Così non vale (ずるい?, Zurui)                                           |                        |                  |                        |
| 4  | 18 agosto 2020 | ISBN 978-4-09-850163-2 | 7 settembre 2022 | ISBN 978-88-349-1129-7 |
| 4  | Capitoli - 30º notte. Chiamami Akky (あっくんと呼んでくれ?, Akkun to yonde kure) - 31º notte. L'amica sfigata che ti fa comodo (都合良くモテない知り合い?, Tsugō yoku mote nai shiriai) - 32º notte. Zoomare le foto dei guardoni (盗撮画像を拡大して見る?, Tōsatsu gazō o kakudaishite miru) - 33º notte. Se saremo fortunati, lo scopriremo (運が良ければわかるかも?, Un ga yokereba wakaru kamo) - 34º notte. Sono una stronza? (最低だろうか?, Saitei darō ka) - 35º notte. Questo prof non lo sopportavo (この先生が苦手だった?, Kono sensei ga nigate datta) - 36º notte. Ah! Ah! Ah! Sto guidando da ubriaca! (わははは飲酒運転だ〜！?, Wahahaha inshu unten da~!) - 37º notte. Non vedo a un palmo dal naso (暗くて見えない?, Kurakute mienai) - 38º notte. Conoscete i vampiri? (吸血鬼って知ってるかい？?, Kyūketsuki tte shitterukai?) - 39º notte. Tu morirai da essere umano (あなたは人のまま死ぬ?, Anata wa hito no mama shinu) - 35,5º notte. Chiusa parentesi (閑話休題?, Kanwa kyūdai) |                        |                  |                        |
| 5  | 16 ottobre 2020 | ISBN 978-4-09-850268-4 | 3 novembre 2022  | ISBN 978-88-349-1199-0 |
| 5  | Capitoli - 40º notte. Non è poi così male (案外悪くない?, Angai warukunai) - 41º notte. Quando saremo adulti (大人になったら?, Otona ni nattara) - 42º notte. Oggi i miei non sono a casa (今日ウチ親いないんだ?, Kyō uchi oya inainda) - 43º notte. Io non posso approvare il tuo modo di pensare (俺はあなたの考えを肯定できない?, Ore wa anata no kangae o kōtei dekinai) - 44º notte. Quel qualcosa era il suo coso (あるものが有ること?, Aru mono ga aru koto) - 45º notte. Parliamo d'amore (恋バナしようや?, Koi bana shiyō ya) - 46º notte. Stiamo insieme (仲良くヤろうや?, Nakayoku yarōya) - 47º notte. Vuoi parlare di Yamori, giusto? (夜守くんの話がしたいんでしょ？?, Yamori-kun no hanashi ga shitaindesho?) - 48º notte. Perché? (どうして？?, Dōshite?) - 49º notte. Hai sentito quello che ho detto? (私の話聞いてた？?, Watashi no hanashi kīteta?) |                        |                  |                        |
| 6  | 18 gennaio 2021 | ISBN 978-4-09-850384-1 | 1º febbraio 2023 | ISBN 978-88-349-1236-2 |
| 6  | Capitoli - 50º notte. Tutto iniziò con un fiore (始まりは花だった?, Hajimari wa hana datta) - 51º notte. I miei ricordi legati a Tokyo (俺の東京に関する思い出?, Ore no Tōkyō ni kansuru omoide) - 52º notte. Quella non è la nostra ora (それは僕らの時間じゃない?, Sore wa bokura no jikan janai) - 53º notte. Voglio ascoltare... i discorsi d'amore di uno studente delle medie... (聞きてェー…中学生の恋バナ…?, Kikitē... chūgakusei no koi bana...) - 54º notte. Avevo voglia di incontrarti (会いたかったよ?, Aitakatta yo) - 55º notte. Allora sono proprio quelli (ほんとにそれなんだ?, Hontoni sore nanda) - 56º notte. Mi ricordo (覚えてるよ?, Oboeteru yo) - 57º notte. Nella casa dei fantasmi non ci sono fantasmi (おばけ屋敷にはおばけいない?, Obake yashiki ni wa obake inai) - 58º notte. La condizione era questa? (条件ってこれ？?, Jōkentte kore?) - 59º notte. Sono tutti bugiardi (みんな嘘つきねぇ?, Min'na usotsuki nē)                                                        |                        |                  |                        |
| 7  | 16 aprile 2021 | ISBN 978-4-09-850522-7 | 22 marzo 2023    | ISBN 978-88-349-1913-2 |
| 7  | Capitoli - 60º notte. Completamente fuori strada (全然違うわよ?, Zenzen chigau wa yo) - 61º notte. Come vuoi diventare? (君はどうなりたい？?, Kimi wa dō naritai?) - 62º notte. Vorresti riuscire a correre? (走れるようになりたいかい？?, Hashireru yō ni naritai kai?) - 63º notte. A Kabura (カブラちゃんへ?, Kabura-chan e) - 64º notte. Gli anni trascorsi con te (あなたと過ごした数年間?, Anata to sugoshita sūnenkan) - 65º notte. Stranamente passionale (妙に情熱的?, Myō ni jōnetsuteki) - 66º notte. Gne gne gne! (教えまてん‼︎?, Oshie maten!!) - 67º notte. Non ti stavo chiedendo della qualità! (クオリティーを聞いてるんじゃねぇよ?, Kuoritī o kīterun ja nē yo) - 68º notte. Ognuna di quelle luci (あの光一つ一つ?, Ano hikari hitotsu hitotsu) - 69º notte. Alla ricerca di sé stessi (自分探しにはもってこいだ?, Jibunsagashi ni wa mottekoida) - Storia extra di "Dagashi kashi": Alcune considerazioni sulla notte fonda                                                           |                        |                  |                        |
| 8  | 16 luglio 2021 | ISBN 978-4-09-850635-4 | 24 maggio 2023   | ISBN 978-88-349-2032-9 |
| 8  | Capitoli - 70º notte. Ti posso parlare? (お話いい??, Ohanashi ī?) - 71º notte. Il principe che mi porterà via di qui (私をここから連れ出してくれる?, Watashi o koko kara tsuredashite kureru) - 72º notte. Yamori è scioccato (夜守くんショック受けてんじゃん?, Yamori-kun Shokku uke tenjan) - 73º notte. Una storia d'amore scolastica usa e getta (束の間の学園ラブコメ?, Tsukanoma no gakuen rabukome) - 74º notte. Ciao, senpai (おはよう先輩?, Ohayō senpai) - 75º notte. Come vuoi (お好きに。?, O suki ni.) - 76º notte. Perché tu sei stupida, Nanakusa (七草さん馬鹿だから?, Nanakusa-san baka dakara) - 77º notte. Forse sì (そうかもね?, Sō kamo ne) - 78º notte. Perché tradire è sbagliato? (浮気ってなんでだめなの??, Uwaki tte nande damena no?) - 79º notte. Nemmeno di me? (相手があたしでも??, Aite ga atashi demo?) |                        |                  |                        |
| 9  | 18 novembre 2021 | ISBN 978-4-09-850735-1 | 19 luglio 2023   | ISBN 978-88-349-2148-7 |
| 9  | Capitoli - 80º notte. Tu sei la prima (先輩が初めてっすよ。?, Senpai ga hajimetessu yo.) - 81º notte. Serbato con cura (ちゃんと持っててね?, Chanto mottete ne) - 82º notte. Ciao, vampiro (やぁ 吸血鬼?, Ya kyūketsuki) - 83º notte. Scusami davvero (まじでごめん。?, Majide gomen.) - 84º notte. Spero che diventerai uno splendido vampiro (立派な吸血鬼になれるといいな?, Rippana kyūketsuki ni nareruto ī na) - 85º notte. Forza, diamoci da fare! (よーし がんばるぞ!?, Yoshi ganbaru zo!) - 86º notte. Yamori, tu cosa vuoi fare? (夜守くん、君はどうしたい??, Yamori-kun, kimi wa dō shitai?) - 87º notte. Finalmente ti sei decisa? (やっとやる気になった??, Yatto yaruki ni natta?) - 88º notte. Ecco perché voi siete stupidi! (だからお前らは馬鹿なんだよ?, Dakara omaera wa bakana nda yo) - 89º notte. Ho forse altra scelta? (やるしかないんだろ??, Yaru shika nai ndaro?) |                        |                  |                        |
| 10 | 18 febbraio 2022 | ISBN 978-4-09-850872-3 | 6 settembre 2023 | ISBN 978-88-349-2149-4 |
| 10 | Capitoli - 90º notte. A Yamori (夜守くんへ?, Yamori-kun e) - 91º notte. Avrei almeno voluto che fossi tu (せめてお前に?, Semete omaeni) - 92º notte. Spogliati (服を脱ぎなさい?, Fuku o nugi nasai) - 93º notte. Se vogliamo metterla così... (まぁ言うなればそうだな?, Ma iu nareba sōda na) - 94º notte. Smack (んちゅ?, Nchu) - 95º notte. Hai tagliato i capelli? (髪切った??, Kamikitta?) - 96º notte. Io non sono ubriaca (私は酔ってない?, Watashi wa yottenai) - 97º notte. Voglio sbagliare (失敗したいな?, Shippai shitai na) - 98º notte. Le donne sono complicate (難しいな女って?, Muzukashī na on'na tte) - 99º notte. Vivere normalmente è difficile... (普通に生きるって難しいな?, Futsū ni ikiru tte muzukashī na) |                        |                  |                        |
| 11 | 17 giugno 2022 | ISBN 978-4-09-851127-3 | 8 novembre 2023  | ISBN 978-88-349-1297-3 |
| 11 | Capitoli - 100º notte. Kiku Hoshimi (星見キク?, Hoshimi Kiku) - 101º notte. Mi fa paura (私はあいつがこわい?, Watashi wa aitsu ga kowai) - 102º notte. Allora ho vinto io (じゃあ俺の勝ちだな?, Jā ore no kachida na) - 103º notte. Ascoltami, quando ti parlo (人の話を聞けよ?, Hito no hanashi o kikeyo) - 104º notte. Tagliare i ponti (絶交?, Zekkō) - 105º notte. A disagio (気まずいメンツ?, Kimazui mentsu) - 106º notte. Chi trova un amico trova un tesoro (持つべきものは友達?, Motsubeki mono wa tomodachi) - 107º notte. È arrabbiato... (怒ってる…?, Okotteru…) - 108º notte. Il classico tipo che detesto (苦手なタイプだ?, Nigatena Taipu da) - 109º notte. Tu sei tu (お前はお前だろ?, Omae wa omaedaro) |                        |                  |                        |
| 12 | 15 luglio 2022 | ISBN 978-4-09-851204-1 | 17 gennaio 2024  | ISBN 978-88-349-2384-9 |
| 12 | Capitoli - 110º notte. Non c'è posto (居場所?, Ibasho) - 111º notte. Riuscirò a diventare... (俺もなれるかな?, Ore mo nareru ka na) - 112º notte. Con la forza (力ずくで?, Chikarazuku de) - 113º notte. Volevi fare di me un assassino?! (俺を人殺しにするつもりか?, Ore o hitogoroshi ni suru tsumori ka) - 114º notte. Eri innamorato di me? (私のこと好きだったの??, Watashi no koto sukidatta no?) - 115º notte. Mi passa la voglia di proteggerti (守りづれェだろうが?, Mamori dzure edarouga) - 116º notte. Il tubetto di salsa di soia a forma di pesce rosso (金魚の醤油さし?, Kingyo no shōyu sashi) - 117º notte. Il modo di combattere dei vampiri (吸血鬼の戦い方?, Kyūketsuki no tatakai-kata) - 118º notte. Sul serio?! (まじでぇ…??, Majide e…?) - 119º notte. Il primo piercing (ファーストピアス?, Fāsuto Piasu) |                        |                  |                        |
| 13 | 15 settembre 2022 | ISBN 978-4-09-851257-7 | 13 marzo 2024    | ISBN 978-88-349-2485-3 |
| 13 | Capitoli - 120º notte. Si può sapere cosa sei, tu? (お前 結局どっちなんだ??, Omae kekkyoku dotchina nda?) - 121º notte. Ko-pippi (コウぴっぴ?, Kō-pippi) - 122º notte. Sono a casa (ただいま?, Tadaima) - 134º notte. Posso prenderlo come un "sì"? (「イエス」ということですね?, `Iesu' to iu kotodesu ne) - 124º notte. C'è una cosa che devo dire (言わなきゃいけないこと?, Iwanakya ikenai koto) - 125º notte. Ben detto! (よくできました!?, Yoku dekimashita!) - 126º notte. Del tu (お前?, Omae) - 127º notte. Niente di che (別に 何も?, Betsuni nani mo) - 128º notte. Farmi un bagno e dormire, nient'altro (お風呂入って寝るだけ?, O furo haitte neru dake) - 129º notte. Buonanotte! (おやすみ?, Oyasumi) |                        |                  |                        |
| 14 | 16 dicembre 2022 | ISBN 978-4-09-851474-8 | 8 maggio 2024    | ISBN 978-88-349-2556-0 |
| 14 | Capitoli - 130º notte. Kei Yamori (夜守ケイ?, Yamori Kei) - 131º notte. Bye bye (ばいばい?, Bai Bai) - 132º notte. Buongiorno! (こんにちは?, Konnichiwa) - 133º notte. Se ci vado (行くなら?, Ikunara) - 134º notte. Che facciamo? Quando andiamo? (どうする? いつ行こっか?, Dō suru? Itsu iko kka) - 135º notte. Stupido fino al midollo (バカなんだわ根本的に?, Bakana nda wa konpon-teki ni) - 136º notte. Io vado (行ってきます?, Ittekimasu) - 137º notte. Me lo ricordavo diverso (雰囲気変わった?, Fun'iki kawatta) - 138º notte. Ci sai fare (やるじゃん?, Yarujan) - 139º notte. Una è per Mahiru (マヒル君の分?, Mahiru-kun no bun) |                        |                  |                        |
| 15 | 16 marzo 2023 | ISBN 978-4-09-851767-1 | 10 luglio 2024   | ISBN 978-88-349-2703-8 |
| 15 | Capitoli - 140º notte. Potrei fare tardi (遅くなるかもしれないから?, Osoku naru kamo shirenaikara) - 141º notte. Haruka (ハルカ?, Haruka) - 142º notte. Te l'ho restituito (お返し?, Okaeshi) - 143º notte. Non sono un vigliacco! (卑怯じゃない?, Hikyō janai) - º144 notte. Sbarazzarsi delle proprie cose (身辺整理?, Shinpen seiri) - 145º notte. È per il tuo obiettivo (お前の目的のためだろ?, Omae no mokuteki no tamedaro) - 146º notte. Sentirsi vivi (生きてる実感?, Iki teru jikkan) - 147º notte. La musica è bella (曲はいい?, Kyoku wa ī) - 148º notte. Mi servirebbe una guida (しおりでも作るんだったな?, Shiori demo tsukuru ndatta na) - 149º notte. Anzi, due! (しかも2本?, Shikamo 2-pon) |                        |                  |                        |
| 16 | 16 giugno 2023 | ISBN 978-4-09-852123-4 | 4 settembre 2024 | ISBN 978-88-349-2930-8 |
| 16 | Capitoli - 150º notte. Frutti di mare (海鮮とかさぁ?, Kaisen toka sa) - 151º notte. Amore (恋?, Koi) - 152º notte. Avere entrambi (どっちもだろ?, Dotchi modaro) - 153º notte. Sali (乗れ?, Nore) - 154º notte. Di te e Kiku (お前とキクのこと?, Omae to Kiku no koto) - 155º notte. "A me della vendetta non importa nulla" (「復讐なんてどうでもいいよ」?, `Fukushū nante dō demo ī yo') - 156º notte. Addio (さようなら?, Sayōnara) - 157º notte. Hardenbergia (ハーデンベルギア?, Hādenberugia) - 158º notte. Alla fine (最後に?, Saigo ni) - 159º notte. Parlami di lui (ノロケ話?, Noroke banashi) |                        |                  |                        |
| 17 | 18 luglio 2023 | ISBN 978-4-09-852615-4 | 13 novembre 2024 | ISBN 978-88-349-3052-6 |
| 17 | Capitoli - 160º notte. Perché anch'io sono una sua amica (あたしもあいつの友達だから?, Atashi mo aitsu no tomodachi dakara) - 161º notte. Facciamoci un giro noi tre insieme (まわろうよ三人で?, Mawarou yo san'nin de) - 162º notte. Siate felici (お幸せに?, Oshiawaseni) - 163º notte. Sta albeggiando (夜が明けるよ?, Yoru akeru yo) - 164º notte. Maledizione (呪い?, Noroi) - 165º notte. Bentornati (おかえり?, Okaeri) - 166º notte. Vincere e scappare (勝ち逃げ?, Kachi nige) - 167º notte. Ricompensa per le fatiche (お疲れ様会?, Otsukaresama kai) - 168º notte. Per un attimo ho esitato (少し迷ってた?, Sukoshi mayotteta) - 169º notte. Tientela per te (心の中にしまっとけ?, Kokoro no naka ni shimattoke) |                        |                  |                        |
| 18 | 17 novembre 2023 | ISBN 978-4-09-852855-4 | 29 gennaio 2025  | ISBN 978-88-349-3193-6 |
| 18 | Capitoli - 170º notte. Benvenuto a casa mia (ようこそマイホームへ?, Yōkoso Mai Hōmu e) - 171º notte. Oggi no (今日はいいや?, Kyō wa ī ya) - 172º notte. A che ora? (何時がいい？?, Nanji ga ī?) - 173º notte. Sei sveglio? (起きた？?, Okita?) - 174º notte. Per vedere il tuo viso (顔を見に?, Kao o mi ni) - 175º notte. Oggi è una giornata speciale (今日は特別?, Kyō wa tokubetsu) - 176º notte. Nella mia nuova casa (ニュー・マイ・ホーム?, Nyū Mai hōmu) - 177º notte. Il sangue dal naso non ci voleva! (鼻血はまずい!!?, Hanadji wa mazui!!) - 178º notte. Sparisci (消えなさい?, Kie nasai) - 179º notte. Abbine cura (大事にしなよ?, Daiji ni shina yo) |                        |                  |                        |
| 19 | 16 febbraio 2024 | ISBN 978-4-09-853115-8 | 12 marzo 2025    | ISBN 978-88-349-3278-0 |
| 19 | Capitoli - 180º notte. È una ragazza (女だな?, On'nada na) - 181º notte. Ti dai alla degustazione? (グルメにでも目覚めたか？?, Gurume ni demo mezameta ka?) - 182º notte. Allora ci vediamo (それでは行ってらっしゃいませ?, Soredewa itte rasshaimase) - 182,5º notte. How to get (How to get?) - 183º notte. Quando sarà estate (夏になったらさ?, Natsu ni nattara sa) - 184º notte. Bel talento del cacchio (クソみたいな特技?, Kuso mitaina tokugi) - 185º notte. È una ragazza che si chiama Nazuna (ナズナちゃんって子がいて?, Nazuna-chan tte ko ga ite) - 186º notte. La scusa (言い訳?, Iiwake) - 187º notte. Come non mai (今までで一番?, Ima made de ichiban) - 188º notte. È tiepido! (ぬるい”ッ‼︎?, Nurui‼) - 189º notte. Il mio fratellino (弟離れ?, Otōto hanare) - 190º notte. Festa d'addio (お別れ会?, O wakarekai) |                        |                  |                        |
| 20 | 18 marzo 2024 | ISBN 978-4-09-853196-7 | 7 maggio 2025    | ISBN 978-88-349-3349-7 |
| 20 | Capitoli - 191º notte. Da vampiri (吸血鬼らしく?, Kyūketsuki rashiku) - 192º notte. Troppo assurdo (めちゃくちゃすぎる?, Mechakucha sugiru) - 193º notte. A viso aperto (正々堂々?, Seiseidōdō) - 194º notte. Sonno di sera (昼夜逆転?, Chūya gyakuten) - 195º notte. Da nessuna parte (どうせどこにも?, Dōse dokoni mo) - 196º notte. Il mare è pazzesco (すごいぞ海?, Sugoi zo umi) - 197º notte. Più di quanto avresti mai pensato (思ったよりだいぶ?, Omottayori daibu) - 198º notte. D'inverno le notti sono lunghe (冬は夜が長い?, Fuyu wa yoru ga nagai) - 199º notte. È un'interessante deduzione... Perché non diventi uno scrittore? (面白い推理だね 小説家にでもなってみては？?, Omoshiroi suirida ne shōsetsuka ni demo natte mite wa?) - 200º notte. E poi... (それから?, Sore kara) |                        |                  |                        |

### Anime

logo della serie

L'11 novembre 2021, è stato annunciato un adattamento anime, prodotto da Liden Films e diretto da Tetsuya Miyanishi (il regista principale) e da Tomoyuki Itamura. La serie è stata trasmessa dall'8 luglio al 30 settembre 2022 sull'emittente Fuji Television, all'interno del contenitore noitaminA, a cadenza settimanale. La composizione della serie è stata curata da Michiko Yokote col character design di Hakura Sagaka che ha svolto il ruolo di direttore dell'animazione. La sigla d'apertura si chiama Datenshi (堕天?), mentre la sigla di chiusura è Yofukashi no uta (よふかしのうた?) entrambe cantate dai Creepy Nuts.
All'evento Fuji TV Anime Lineup Press Conference 2024 dell'11 marzo 2024, è stata annunciata una seconda stagione. Quest'ultima viene trasmessa dal 4 luglio 2025 su Fuji TV e sulle sue affiliate come parte dello stesso blocco di programmazione. La sigla d'apertura è Mirage, mentre la sigla di chiusura è Nemure (眠れ?) entrambe cantate dai Creepy Nuts.
In Italia, i diritti della serie sono stati acquistati da Yamato Video, che ha distribuito la serie in versione sottotitolata sulla piattaforma Amazon Prime Video dall'11 novembre 2022 al 25 gennaio 2023. Un doppiaggio in italiano è stato annunciato sempre da Yamato Video l'11 novembre 2022, il quale è uscito il 3 marzo 2023 con il titolo Call of the Night - Il richiamo della notte. Il doppiaggio italiano è stato curato da X-Trim Solutions di Milano sotto la direzione di Paolo De Santis. L'adattamento dei dialoghi dell'edizione italiana è stato effettuato da Arianna Bernini Carri, Costanza Gallo e Andrea Simioni. La seconda stagione viene pubblicata dallo stesso editore sempre su Prime Video.

#### Episodi

##### Prima stagione
| Nº serie | Nº | Titolo italiano Giapponese 「Kanji」 - Rōmaji                                                            | In onda           | In onda      |
| Nº serie | Nº | Titolo italiano Giapponese 「Kanji」 - Rōmaji                                                            | Giapponese        | Italiano     |
| 1        | 1  | Night Flight 「ナイトフライト」 - Naito Furaito                                                          | 8 luglio 2022     | 3 marzo 2023 |
| 2        | 2  | Senti un po', ce l'hai Line? 「てかラインやってる?」 - Teka Rain yatteru?                                | 15 luglio 2022    | 3 marzo 2023 |
| 3        | 3  | Ne è uscito proprio un sacco 「いっぱい出たね」 - Ippai deta ne?                                         | 22 luglio 2022    | 3 marzo 2023 |
| 4        | 4  | Non stiamo stretti?! 「せまくない？」 - Semakunai?                                                       | 29 luglio 2022    | 3 marzo 2023 |
| 5        | 5  | Un tipo problematico 「そりゃ困ったやつですね」 - Sorya komatta yatsu desu ne                            | 5 agosto 2022     | 3 marzo 2023 |
| 6        | 6  | Scegli la cosa più divertente 「楽しい方がいいよ」 - Tanoshī hōgai yo                                    | 12 agosto 2022    | 3 marzo 2023 |
| 7        | 7  | Devi fare dei bambini 「眷属作こづくり」 - Kenzokuzukuri (kozukuri)                                      | 19 agosto 2022    | 3 marzo 2023 |
| 8        | 8  | Siete tutti uguali 「どいつもこいつも」 - Doitsumo koitsumo                                              | 26 agosto 2022    | 3 marzo 2023 |
| 9        | 9  | È ingiusto 「ずるい」 - Zurui                                                                            | 2 settembre 2022  | 3 marzo 2023 |
| 10       | 10 | Zooma sulle foto del guardone 「盗撮画像を拡大して見る」 - Totogazō o kakudai shite miru                 | 9 settembre 2022  | 3 marzo 2023 |
| 11       | 11 | Siete a conoscenza dell'esistenza dei vampiri? 「吸血鬼って知ってるかい?」 - Kyūketsuki tte shitterukai? | 16 settembre 2022 | 3 marzo 2023 |
| 12       | 12 | Oggi i miei non sono a casa 「今日ウチ親いないんだ」 - Kyōuchi oya inai nda                              | 23 settembre 2022 | 3 marzo 2023 |
| 13       | 13 | Il richiamo della notte 「よふかしのうた」 - Yofukashi no uta                                            | 30 settembre 2022 | 3 marzo 2023 |

##### Seconda stagione
Questa lista è suscettibile di variazioni e potrebbe essere incompleta o non aggiornata.

| Nº serie | Nº | Titolo italiano Giapponese 「Kanji」 - Rōmaji                                                                              | In onda        | In onda |
| Nº serie | Nº | Titolo italiano Giapponese 「Kanji」 - Rōmaji                                                                              | Giapponese     |         |
| 14       | 1  | Quello non è un tempo per noi 「それは僕らの時間じゃない」 - Sore wa bokura no jikan janai                                 | 4 luglio 2025  |         |
| 15       | 2  | Volevo proprio incontrarti 「会いたかったよ」 - Aitakatta yo                                                               | 11 luglio 2025 |         |
| 16       | 3  | Tutti sanno che nella casa stregata non ci sono i fantasmi 「おばけ屋敷にはおばけいない」 - Obake yashiki ni wa obake inai | 18 luglio 2025 |         |
| 17       | 4  | Vuoi diventare capace di correre? 「走れるようになりたいかい？」 - Hashireru yō ni naritai kai?                            | 25 luglio 2025 |         |
| 18       | 5  | Gli anni che ho trascorso con te 「あなたと過ごした数年間」 - Anata to sugoshita sūnenkan                                  | 1º agosto 2025 |         |
| 19       | 6  | Non era la qualità a preoccuparmi 「クオリティーを聞いてるんじゃねぇよ」 - Kuoritī o kīteru njanēyo                        | 8 agosto 2025  |         |
| 20       | 7  | Tu sei scema, Nanakusa 「七草さん馬鹿だから」 - Nanakusa-san bakadakara                                                    | 15 agosto 2025 |         |

## Accoglienza
Il manga si è classificato al 10º posto nell'edizione 2020 del Tsutaya Comics Award.